# Cardiolipine

Cardiolipine

Cardiolipine (1,3-bis-fosfatidyl-glycerol) is een belangrijk bestanddeel van het binnenste membraan van het mitochondrium (het beslaat ongeveer 20% van het lipidendeel daarvan).

## Functie en structuur
Cardiolipine is aanwezig in cellen die metabool-actief zijn, zoals hart- en spiercellen. Ook wordt het aangetroffen in de celmembraan van bepaalde bacteriën. Het functioneert als een isolator en stabiliseert de eiwitcomplexen die belangrijk zijn voor het ionentransport.
Cardiolipine is een "dubbel" fosfolipide, want het heeft vier vetzuurketens, in plaats van twee.

## Klinisch belang

### Syndroom van Barth
Syndroom van Barth is een zeldzame genetische aandoening, ontdekt in 1981, die leidt tot overlijden op de kinderleeftijd. Het wordt veroorzaakt door mutaties in het gen dat codeert voor tafazzine, een enzym dat betrokken is bij de productie van cardiolipine. Het gen is gelegen op het X-chromosoom. Meisjes hebben twee X-chromosomen; met één afwijkende kopie van dit gen zijn ze gezond. Jongens hebben slechts één kopie; wanneer deze afwijkend is, maken ze afwijkende mitochondria en kunnen ze de productie van ATP onvoldoende op peil houden. Cardiomyopatie en algehele spierzwakte zijn hiervan het gevolg. De symptomen verdwijnen als cardiolipine wordt toegediend.

### Antifosfolipidensyndroom
Sommige personen blijken antistoffen tegen cardiolipine in hun bloed te hebben. Patiënten met auto-immuunziekten, vooral SLE hebben vaker deze antistoffen. De anticardiolipine antistoffen geven een verhoogde kans op tromboses: meerdere malen, al op jonge leeftijd, en soms in vaten waar tromboses normaal gesproken zelden optreden, zoals lever- of niervaten. Arteriële tromboses veroorzaken een hartinfarct, longembolie of herseninfarct. Ook bij vrouwen die meermalen een miskraam hebben doorgemaakt, worden dergelijke antistoffen nog weleens gevonden. Dit geheel aan verschijnselen wordt antifosfolipidensyndroom genoemd.

### Syfilis
Cardiolipine verkregen uit hartspiercellen van runderen wordt gebruikt als het antigeen in de Wassermannreactie voor het diagnosticeren van syfilis, en andere z.g. non-treponemale testen, zoals VDRL, RPR en CARD. Dit zijn testen waarin niet de verwekker van syfilis (Treponema pallidum) gebruikt wordt. Als antistoffen tegen cardiolipine gevonden worden, kán de patiënt syfilis hebben. Echter, deze antistoffen kunnen ook bij tal van andere ziekten, zoals malaria en tuberculose, gevonden worden. De test is dus weinig specifiek. Het is vooral nuttig om het beloop van een vastgestelde infectie op te volgen.